# 1005 (numero)
Millecinque (1005) è il numero naturale dopo il 1004 e prima del 1006.

## Proprietà matematiche
- È un numero dispari.
- È un numero composto da 8 divisori: 1, 3, 5, 15, 67, 201, 335, 1005. Poiché la somma dei suoi divisori (escluso il numero stesso) è 627 < 1005, è un numero difettivo.
- È un numero sfenico.
- È un numero congruente.
- È un numero nontotiente (come tutti i dispari, ad eccezione del numero 1).
- È un numero malvagio.
- È un numero intero privo di quadrati.
- È parte delle terne pitagoriche (536, 1005, 1139) , (603, 804, 1005) , (1005, 1340, 1675) , (1005, 2132, 2357) , (1005, 2412, 2613) , (1005, 6696, 6771) , (1005, 7504, 7571) , (1005, 11200, 11245) , (1005, 20188, 20213) , (1005, 33660, 33675) , (1005, 56108, 56117) , (1005, 101000, 101005) , (1005, 168336, 168339) , (1005, 505012, 505013).

## Astronomia
- 1005 Arago è un asteroide della fascia principale del sistema solare.
- NGC 1005 è una galassia compatta nella costellazione del Perseo.